# العرب الباقية
العرب الباقية هو مصطلح تاريخي غير علمي يستخدم في مقابل العرب البائدة. ويقصد به العرب الذين لا يزالون موجودين لم يلحقهم الفناء، والعرب الباقية تنقسم إلى قسمين:
1. العدنانيون، وهم المنتسبين إلى معد بن عدنان وينتهي نسبهم إلى سام بن الرسول نوح ومنهم الرسول محمد.
2. القحطانيون، وهم المنتسبين إلى يعرب بن قحطان وينتهي نسبهم إلى سام بن النبي نوح.